# Clepticus africanus
Clepticus africanus es una especie de peces de la familia Labridae en el orden de los Perciformes.

## Distribución geográfica
Se encuentra en la costa norte de São Tomé.